# Llista d'ocells de Tokelau
Aquesta llista d'ocells de Tokelau inclou totes les espècies d'ocells trobats a Tokelau: 29, de les quals 1 fou introduïda pels humans i dues estan globalment amenaçades d'extinció.
Els ocells s'ordenen per ordre i família.

## Procellariiformes

### Procellariidae
- Macronectes giganteus
- Puffinus pacificus

## Pelecaniformes

### Phaethontidae
- Phaethon rubricauda
- Phaethon lepturus

### Sulidae
- Sula dactylatra
- Sula sula
- Sula leucogaster

### Fregatidae
- Fregata minor
- Fregata ariel

## Ciconiiformes

### Ardeidae
- Egretta sacra

## Galliformes

### Phasianidae
- Gallus gallus

## Charadriiformes

### Charadriidae
- Pluvialis fulva

### Scolopacidae
- Limosa lapponica
- Numenius phaeopus
- Numenius tahitiensis
- Tringa incana
- Arenaria interpres
- Calidris alba

### Sternidae
- Anous stolidus
- Anous minutus
- Procelsterna cerulea
- Gygis alba
- Onychoprion fuscatus
- Onychoprion lunatus
- Sterna sumatrana
- Thalasseus bergii

## Columbiformes

### Columbidae
- Ducula pacifica

## Cuculiformes

### Cuculidae
- Eudynamys taitensis

## Strigiformes

### Tytonidae
- Tyto novaehollandiae[1]